# U.S. Route 69
La U.S. Route 69 è una strada statunitense a carattere nazionale che corre da nord a sud. Quando fu creata era lunga solo 241 km (150 mi), ma poi fu estesa su una strada già esistente tra il Minnesota ed il Texas.
Il termine meridionale della strada è a Port Arthur (TX), all'intersezione con la State Highway 87; il suo termine settentrionale è ad Albert Lea (MN), all'intersezione con la Minnesota State Highway 13. La U.S. Route 69 è degna di nota per avere numerosi cartelli di rassicurazione rubati per la connotazione sessuale del numero dell'autostrada.